# Incr Tcl
Incr Tcl (lub skrótowo Itcl) – rozszerzenie języka TCL o obiektowość. Prefiks Incr jest analogią do zastosowanego wobec języka C sufiksu ++ (w języku C operator ++ oznacza inkrementację wartości zmiennej o 1, w TCLu natomiast robi się to za pomocą komendy incr).

## Komendy
Pakiet Itcl dostarcza wielu nowych komend zawartych w jednej przestrzeni nazw – itcl. W wersji 3.2 są to:
itcl::body
itcl::class
itcl::code
itcl::configbody
itcl::delete
itcl::ensemble
itcl::find
itcl::local
itcl::scope

## Struktura klas i obiektów
Wiele elementów zaczerpnięto z C++. Tak jak i w tam, tak tutaj klasa składa się z konstruktora, destruktora, metod, oraz zmiennych. Ponadto klasa może określać poziom dostępu do poszczególnych składowych klasy (metod lub zmiennych) za pomocą słów kluczowych public, protected, oraz private. W klasach można deklarować (lub od razu definiować) stałe procedury, które mogą być wywoływane z klasy – nie wymagają one tworzenia obiektu tej klasy (można porównać je do funkcji statycznych w klasach C++). Kolejną nietypową składową są zmienne wspólne, deklarowane (lub od razu inicjowane) słowem kluczowym common (te zaś można porównać do zmiennych statycznych w klasach C++) – do nich mają dostęp zarówno zwykłe metody klasy, jak i jej procedury. Nie zabrakło też tak istotnej własności języków zorientowanych obiektowo, jak polimorfizm. Każda klasa może dziedziczyć z innych klas (jednej, lub kilku). W Itcl praktycznie każda metoda klasy jest wirtualna.

### Przykładowa klasa Itcl
Oto przykład klasy implementującej stos:
```
itcl::class Stack {
    private {
        variable stack ""
}

    public {
        # Dodaje element 'arg' na stos
        method push {arg}

        # Zdejmuje ostatni element ze stosu i zwraca go
        method pop {}

        # Czysci stos
        method clear {}

        # Zwraca liczbe elementow na stosie
        method count {}
}
}

itcl::body Stack::push {arg} {
    lappend stack $arg
}

itcl::body Stack::pop {} {
    if {[count] == 0} {return}
    set last [lindex $stack end]
    set stack [lrange $stack 0 end-1]
    return $last
}

itcl::body Stack::clear {} {
    set stack ""
}

itcl::body Stack::count {} {
    return [llength $stack]
}

```

Można teraz tej klasy używać w następujący sposób:
```
Stack st
st push "word 1"
st push "word 2"
st push "word 3"
puts [st pop]
puts [st pop]
puts [st pop]

```

Spowoduje to wyświetlenie kolejno:
```
word 3
word 2
word 1

```

## Itcl iC
W ITCL wprowadzono nowatorskie rozwiązanie. Pisząc rozszerzenie do TCL w oparciu o ITCL możemy użyć funkcji Itcl_RegisterC(), aby „zarejestrować” funkcję C w rejestrze Itcl. Pozwala to na używanie takiej funkcji bezpośrednio w definicji metod klasy, przez poprzedzenie zarejestrowanej nazwy znakiem „@”. W ten sposób można napisać implementację rozszerzenia w oparciu jedynie o klasy Itcl.

## Inne rozszerzenia oparte na Itcl
Należą do nich ITk (niejako połączenie Tk i Itcl), oraz IWidgets (zestaw dodatkowych elementów GUI opartych na ITk).

## Przyszłość Itcl
Trwają dyskusje o dołączeniu Itcl do standardowego pakietu TCL, aby dać programistom możliwość swobodnego używania orientacji obiektowej w TCLu.
W samym rdzeniu Itcl dodana ma zostać możliwość sprawdzania typów, dostępu do zmiennych na zasadzie składni obiekt.zmienna, oraz wiele innych.